# Mengusovce
Mengusovce (allemand : Mengsdorf) est un village de Slovaquie situé dans la région de Prešov.

## Histoire
Première mention écrite du village en 1398.

## Démographie

### Évolution de la population
| Année:               | 1994. | 2004.   | 2014.   | 2024.   |
| -------------------- | ----- | ------- | ------- | ------- |
| Nombre de personnes: | 566   | 607     | 665     | 682     |
| Différence:          |       | +7,24 % | +9,55 % | +2,55 % |

| Année:               | 2023. | 2024.   |
| -------------------- | ----- | ------- |
| Nombre de personnes: | 669   | 682     |
| Différence:          |       | +1,94 % |